# Hermann Meyer-Rabingen

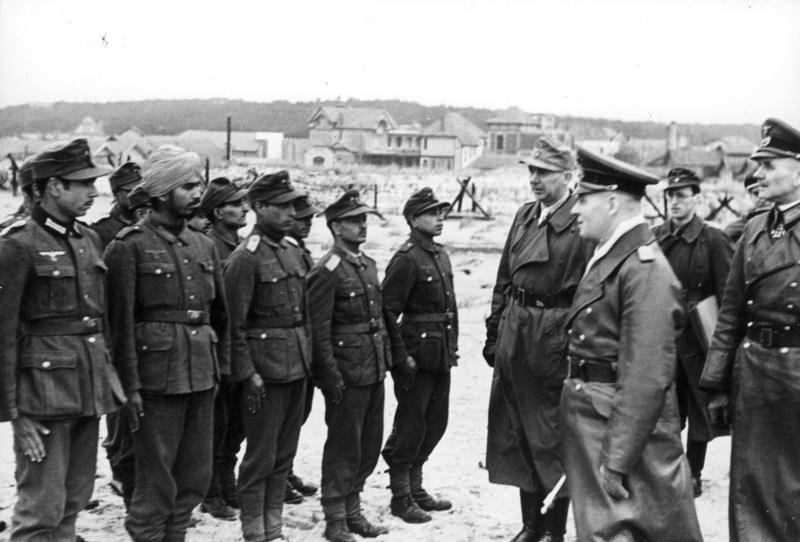
Generalleutnant Hermann Meyer-Rabingen (ganz rechts) mit Generalfeldmarschall Rommel, 1944

Hermann Meyer, ab 1924 Meyer-Rabingen, (* 7. August 1887 in Rotenburg (Wümme); † 21. Februar 1961 in Melle) war ein deutscher Generalleutnant im Zweiten Weltkrieg.

## Leben
Meyer war ein Sohn des späteren Landgerichtsdirektors und Geheimen Justizrat Adolf Meyer (1853–1936), welcher auf Gut Rabingen bei Melle geboren wurde, und Margarete, geb. Meyer (1863–1928). Sein Großvater war der Justizrat Hermann Friedrich Wilhelm Meyer (1819–1896).
Meyer trat am 2. September 1906 als Fahnenjunker in das Infanterie-Regiment „Markgraf Karl“ (7. Brandenburgisches) Nr. 60  der Preußischen Armee ein und avancierte am 27. Januar 1908 zum Leutnant. Am 15. Oktober 1912 wurde Meyer zum Seminar für orientalische Sprachen nach Berlin abkommandiert. Seit dem 10. Mai 1913 diente er bei der Schutztruppe für Deutsch-Ostafrika bei der 9. Feldkompanie in Usumbura. Dort stieg er bis zum Hauptmann (seit 18. April 1917) und Abteilungsführer unter dem Kommandeur der Schutztruppe für Deutsch-Ostafrika Paul von Lettow-Vorbeck auf. Für sein Wirken erhielt er neben beiden Klassen des Eisernen Kreuzes das Hanseatenkreuz aus Hamburg und Bremen sowie das Verwundetenabzeichen in Schwarz.
Nach der Kriegsgefangenschaft und Heimreise schied Meyer 1919 aus der Schutztruppe aus. Kurzzeitig führte er als Chef die 3. Kompanie im Freikorps Lettow-Vorbeck. Meyer wurde in die Reichswehr übernommen und im 6. Infanterie-Regiment verwendet. Er fungierte dort als Chef der 7. Kompanie in Eutin. Am 1. April 1930 folgte seine Beförderung zum Major sowie seine Versetzung in den Stab der 3. Kavalleriedivision nach Weimar.
1923 wurde der Familiennamen zu Meyer-Rabingen geändert.
Als Oberst kommandierte er vom 1. Mai 1937 bis 25. Oktober 1939 das Infanterie-Regiment 109 in Karlsruhe. Dann diente Meyer-Rabingen als Kommandeur der 431. Infanterie-Division und vom 1. Dezember 1939 bis 1. April 1942 als Kommandeur bei der 197. Infanterie-Division mit Einsatz in den Niederlanden und in der Sowjetunion. Als Generalleutnant und Kommandeur der 197. Infanterie-Division erhielt Meyer-Rabingen am 12. Januar 1942 das Ritterkreuz des Eisernen Kreuzes.
Am 1. April 1942 wurde er in die Führerreserve OKH versetzt und am 17. Mai 1942 zum Reichskriegsgericht kommandiert.
Weiter diente er als Kommandeur der 159. Reserve-Division vom 20. September 1942 bis 20. Juni 1944 u. a. in Südfrankreich. Ab dem 1. Juli 1944 führte er die Division Nr. 404 und am 1. Februar 1945 erhielt er das Kommando als Kampfkommandant in Frankfurt an der Oder, welches er bis 12. Februar 1945 innehielt. Anschließend wurde er Kommandeur der aus der Division Nr. 404 hervorgegangenen 404. Ersatz- und Ausbildungs-Division. Er geriet dann in Kriegsgefangenschaft.
1952 wurde er als Parteiloser über die gemeinsame Liste der CDU und der Deutschen Partei zum Bürgermeister von Melle gewählt, ein Amt, das er bis 1956 ausübte.

## Schriften
- The 404th Division after 22 Mar 1945. United States Army, Verlag Historical Division, Headquarters Europe, 1948.